# ۹۸۶ آملیا

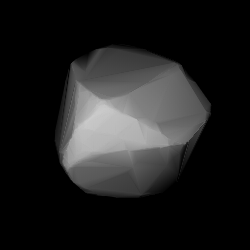
مدل سه‌بُعدی سیارک ۹۸۶ آملیا بر اساس منحنی نور آن

سیارک ۹۸۶ (به انگلیسی: 986 Amelia، نامگذاری:1922MQ) نهصد و هشتاد و ششمین سیارک کشف شده‌است که در ۱۹ اکتبر ۱۹۲۲ کشف شد.
قدر مطلق سیارک برابر ۹٫۴۰ است.